# Catherine Filene Shouse

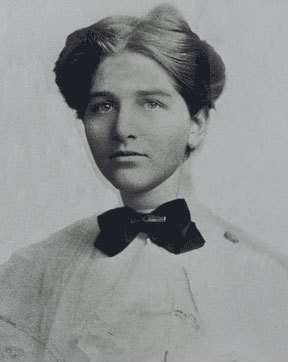
Catherine Filene Shouse (1913)

Catherine Filene Shouse (* 9. Juni 1896 in Boston; † 14. Dezember 1994 in Washington) war eine US-amerikanische Schriftstellerin, Frauenrechtlerin und Kunstmäzen.

## Biographie
Catherine Filene war die Tochter von Albert Lincoln Filene und dessen Frau Therese geb. Weil. Innerhalb der Familie wurde sie Kay genannt. Zwischen 1911 und 1913 besuchte sie die Bradford Academy und ein Jahr das Vassar College. Später studierte sie Philosophie und Literatur am Wheaton College und am Radcliffe College. Im Jahr 1921 heiratete sie den Ökonomen Alvin E. Dodd; aus der Ehe ging eine Tochter hervor. 1929 wurde die Ehe geschieden und sie heiratete zwei Jahre später den ehemaligen Kongressabgeordneten für Kansas, Jouett Shouse († 1968). Catherine Filene Shouse wurde als erste Frau Mitglied des Democratic National Committees (1925) und war von 1929 bis 1932 Redakteurin des Woman’s National Democratic Committee’s Bulletin. Im Jahre 1929 gründete Shouse das Institute of Women’s Professional Relations, um bessere oder höhere Schulbildung für Mädchen und Frauen zu ermöglichen. Unter den Präsidenten John F. Kennedy, Richard Nixon, Gerald Ford und Ronald Reagan war Catherine Shouse in der offiziellen Kommission für die Rechte der Frauen tätig.

## Auszeichnungen
- Großes Bundesverdienstkreuz
- Presidential Medal of Freedom
- Officier dans l’Ordre des Arts et des Lettres
- Dame Commander of the British Empire (DBE)